# Bălan (gmina)
Bălan – gmina w Rumunii, w okręgu Sălaj. Obejmuje miejscowości Bălan, Chechiș, Chendrea, Gălpâia i Gâlgău Almașului. W 2011 roku liczyła 3722 mieszkańców.